# Pestalozzi-Gymnasium Biberach
Das Pestalozzi-Gymnasium ist ein Gymnasium in Biberach an der Riß. Das im Jahr 1860 gegründete und seit 1959 nach dem Pädagogen Johann Heinrich Pestalozzi benannte Gymnasium zählt etwa 720 Schüler, die von rund 70 Lehrkräften unterrichtet werden. Es war bis 1970 ein reines Mädchengymnasium.

## Bildungsangebot
Das allgemeinbildende Pestalozzi-Gymnasium bietet Züge mit verschiedenen Profilen an. So gibt es einen Zug mit verstärktem Musikunterricht. Von der fünften Klasse an haben die Schüler dieses Zuges dann verstärkt Musikunterricht und ab Klasse acht Musik als Hauptfach. In den Naturwissenschaften werden ab Klasse 8 zwei Profile angeboten: Naturwissenschaften und Technik sowie Informatik-Mathe-Physik. Während ersteres die Kenntnisse in den drei Naturwissenschaften Biologie, Physik und Chemie weiter fördert, fokussiert sich letzteres auf die Herausforderungen der neuen Industrie 4.0 und bietet Zugang zum komplexen Fachbereich der Digitalisierung. Die Profile werden jeweils als eigenes Hauptfach NWT / IMP belegt. Im sprachlichen Zug ist es möglich, Spanisch als dritte Fremdsprache ab Klasse acht zu erlernen. Spanisch ist dann auch ein Hauptfach. Zudem gibt es einen bilingualen Zug, bei dem zunächst in Klasse 5 verstärkt Englisch unterrichtet wird und später ab Klasse 7 ein Sachfach (meistens Biologie, Geschichte oder Erdkunde) auf Englisch.
Außerdem gibt es zahlreiche Arbeitsgemeinschaften, unter anderem für Film und Gesang, die Schülerzeitung, das Jahrbuch, Schach, Informatik sowie eine Bio-Technik-AG, wobei das Angebot jährlich variiert.
Das Pestalozzi-Gymnasium hat eine Schülervertretung, die jährlich Spenden für Piela, ein kleines Dorf in Burkina Faso, sammelt und auf einem zweitägigen Lehrgang die Planungen für das kommende Schuljahr bespricht.

## Schulchronik
Die Schule wurde 1860 von Pestalozzis Schülerin Fortunée Niederer als Paritätische private Töchterschule gegründet. 1901 erfolgte die staatliche Anerkennung als Private höhere Mädchenschule, 1907 wurde ein Neubau in der Wielandstraße („Pflugschule“) bezogen. Sieben Jahre später wurde die Schule in Mädchenrealschule umbenannt. Ab 1937 nannte sie sich Oberschule für Mädchen, ab 1953 „Progymnasium für Mädchen“ und ab 1960 „Pestalozzi-Progymnasium für Mädchen“. 1969 begann der Ausbau zum Vollgymnasium. 1970 wurde die Koedukation eingeführt, d. h., es wurden erstmals Jungen aufgenommen. 1971 zog die Schule in einen Neubau in der Breslaustraße 8 um. Mit der ersten Reifeprüfung 1972 erhielt die Schule dann ihren derzeitigen Namen Pestalozzi-Gymnasium. Zwischen 2001 und 2006 wurde das Schulgebäude um 15 Klassenzimmer, einen Biochemie-Raum, einen Aufzug sowie neuen Turnhallen erweitert. Es wurde ebenfalls ein neuer Pausenhofteil für die Unterstufe mit einer Kletterwand angebaut. Dort soll eine Hütte für kleinere Feste entstehen. 2008 eröffnete die Schule eine neue Mensa sowie eine Mediothek, die zusammen mit dem Wieland-Gymnasium geführt wird. Zum Sommerfest besuchte Bundesfinanzminister Peer Steinbrück die Schule, der unter anderem die im Rahmen des IZBB (Investitionsprogramm Zukunft Bildung und Betreuung) erstellten Neubauten besichtigte.

## Bekannte Abgängerinnen und Abgänger
- 1988 Gregor Simon, Kirchenmusiker
- 1989 Stefanie Bürkle, geborene Angele, Juristin, Politikerin, Landrätin des Kreises Sigmaringen
- 1989 Inge Steiner, Nachrichtensprecherin
- 1991 Martin Gerster, Bundestagsabgeordneter
- 2000 Cornelia Lanz, Mezzosopranistin[1]
- 2002 Philipp Käßbohrer, Produzent und Regisseur
- 2007 Steffen Deibler, Schwimmsportler und Olympiateilnehmer
- 2009 Markus Deibler, Schwimmsportler und Olympiateilnehmer
- 2009 Loris Karius, Fußballtorwart der Junioren-Nationalmannschaft